# اویمیاکن
اویمیاکن (به روسی: Оймяко́н، به انگلیسی: Oymyakon) روستایی است واقع در سیبری خاوری در روسیه و سردترین منطقه مسکونی جهان می‌باشد.
اویمیاکن روستایی واقع شده در طول رودخانه ایندیگیرکا در شمال شرقی جمهوری یاقوتستان با موقعیت جغرافیایی ۶۳°۱۵′شمالی ۱۴۳°۹′شرقی و جمعیتی در حدود ۸۰۰ نفر.
این شهر یکی از نامزدها برای عنوان سردترین نقاط دنیا می‌باشد زیرا در روز بیست و ششم ژانویه ۱۹۲۶ دمای ۷۲- درجه سانتیگراد در این نقطه به ثبت رسیده‌است. (البته این دما مورد بحث می‌باشد زیرا این درجه به‌طور مستقیم اندازه‌گیری نشده‌است و مقداری تجربی و حدسی می‌باشد) این دما کمترین دمای ثبت شده در دنیا برای منطقه مسکونی و کمترین دما در نیم‌کره شمالی نیز می‌باشد.
این منطقه همیشه پوشیده از برف است و یکی از دلایل سرمای بیش از حد در این منطقه واقع شدن آن بین دو کوه می‌باشد که مانع از جابجایی هوای سرد می‌شود و در واقع ساکن بودن هوا بر سرمای هوا در این منطقه افزوده‌است بطوریکه با بررسی یک پدیده جالب این نکته مشخص می‌شود که با بالا رفتن از این کوه‌ها هوا رفته رفته گرم می‌شود. و در قله به دمای ۲ درجه هم می‌رسد.

## جغرافیا
اویمیاکن دارای ۴۷۲ نفر جمعیت است که در قسمت شرقی شهر یاکوتسک جای دارد. این شهر در ارتفاع تقریبی ۷۵۰ متری از سطح آب‌های آزاد قرار گرفته‌است. مقدار روشنایی خورشید در روز این شهر متفاوت است که از ۳ ساعت در ماه دسامبر و ۲۱ ساعت در ماه ژوئن تغییر می‌یابد.

## آب و هوا

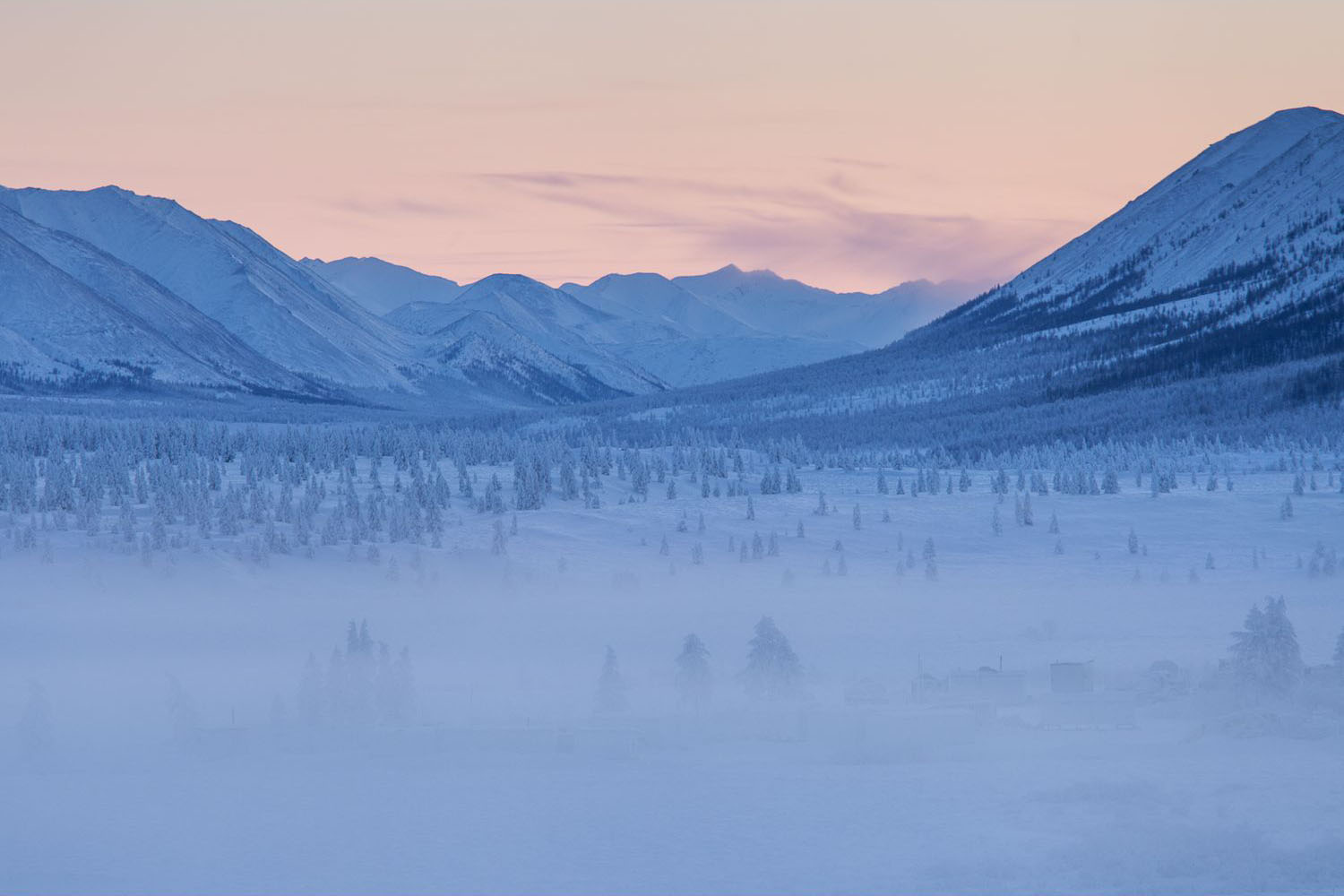
نزدیک اویمیاکن در یاکوتیا، روسیه

| داده‌های اقلیم اویمیاکن            | داده‌های اقلیم اویمیاکن | داده‌های اقلیم اویمیاکن | داده‌های اقلیم اویمیاکن | داده‌های اقلیم اویمیاکن | داده‌های اقلیم اویمیاکن | داده‌های اقلیم اویمیاکن | داده‌های اقلیم اویمیاکن | داده‌های اقلیم اویمیاکن | داده‌های اقلیم اویمیاکن | داده‌های اقلیم اویمیاکن | داده‌های اقلیم اویمیاکن | داده‌های اقلیم اویمیاکن | داده‌های اقلیم اویمیاکن |
| ماه                               | ژانویه                 | فوریه                  | مارس                   | آوریل                  | مه                     | ژوئن                   | ژوئیه                  | اوت                    | سپتامبر                | اکتبر                  | نوامبر                 | دسامبر                 | سال                    |
| --------------------------------- | ---------------------- | ---------------------- | ---------------------- | ---------------------- | ---------------------- | ---------------------- | ---------------------- | ---------------------- | ---------------------- | ---------------------- | ---------------------- | ---------------------- | ---------------------- |
| سابقهٔ بیش‌ترین °C (°F)             | −۱۶٫۶ (۲)              | −۱۵٫۳ (۴)              | ۲٫۰ (۳۶)               | ۱۱٫۷ (۵۳)              | ۲۶٫۲ (۷۹)              | ۳۱٫۱ (۸۸)              | ۳۴٫۶ (۹۴)              | ۳۳٫۱ (۹۲)              | ۲۳٫۷ (۷۵)              | ۱۱٫۷ (۵۳)              | −۲٫۱ (۲۸)              | −۶٫۵ (۲۰)              | ۳۴٫۶ (۹۴)              |
| میانگین بیش‌ترین °C (°F)           | −۴۲٫۵ (−۴۴)            | −۳۵٫۴ (−۳۲)            | −۲۰٫۸ (−۵)             | −۳٫۷ (۲۵)              | ۹٫۱ (۴۸)               | ۲۰٫۰ (۶۸)              | ۲۲٫۷ (۷۳)              | ۱۸٫۲ (۶۵)              | ۸٫۹ (۴۸)               | −۹٫۲ (۱۵)              | −۳۰٫۷ (−۲۳)            | −۴۲ (−۴۴)              | −۸٫۸ (۱۶)              |
| میانگین روزانه °C (°F)            | −۴۶٫۴ (−۵۲)            | −۴۲ (−۴۴)              | −۳۱٫۲ (−۲۴)            | −۱۳٫۶ (۸)              | ۲٫۷ (۳۷)               | ۱۲٫۶ (۵۵)              | ۱۴٫۹ (۵۹)              | ۱۰٫۳ (۵۱)              | ۲٫۳ (۳۶)               | −۱۴٫۸ (۵)              | −۳۵٫۲ (−۳۱)            | −۴۵٫۵ (−۵۰)            | −۱۶ (۳)                |
| میانگین کم‌ترین °C (°F)            | −۵۰ (−۵۸)              | −۴۷٫۳ (−۵۳)            | −۴۰ (−۴۰)              | −۲۳٫۹ (−۱۱)            | −۴٫۷ (۲۴)              | ۴٫۰ (۳۹)               | ۶٫۲ (۴۳)               | ۲٫۶ (۳۷)               | −۳٫۷ (۲۵)              | −۲۰٫۴ (−۵)             | −۳۹٫۳ (−۳۹)            | −۴۸٫۸ (−۵۶)            | −۲۲٫۱ (−۸)             |
| سابقهٔ کم‌ترین °C (°F)              | −۶۵٫۴ (−۸۶)            | −۶۷٫۷ (−۹۰)            | −۶۰٫۶ (−۷۷)            | −۴۶٫۴ (−۵۲)            | −۲۸٫۹ (−۲۰)            | −۹٫۷ (۱۵)              | −۹٫۳ (۱۵)              | −۱۷٫۱ (۱)              | −۲۵٫۳ (−۱۴)            | −۴۷٫۶ (−۵۴)            | −۵۸٫۵ (−۷۳)            | −۶۲٫۸ (−۸۱)            | −۶۷٫۷ (−۹۰)            |
| بارندگی میلی‌متر (اینچ)            | ۶ (۰٫۲۴)               | ۷ (۰٫۲۸)               | ۵ (۰٫۲)                | ۶ (۰٫۲۴)               | ۱۳ (۰٫۵۱)              | ۳۴ (۱٫۳۴)              | ۴۵ (۱٫۷۷)              | ۳۹ (۱٫۵۴)              | ۲۳ (۰٫۹۱)              | ۱۴ (۰٫۵۵)              | ۱۲ (۰٫۴۷)              | ۸ (۰٫۳۱)               | ۲۱۵ (۸٫۴۶)             |
| میانگین روزهای بارندگی (≥ ۰٫۱ mm) | ۱۲                     | ۱۰                     | ۸                      | ۵                      | ۱۲                     | ۱۲                     | ۱۲                     | ۱۲                     | ۱۰                     | ۱۱                     | ۱۵                     | ۱۲                     | ۱۳۱                    |
| میانگین روزانه ساعت‌های تابش آفتاب | ۲۷٫۹                   | ۱۱۵٫۸                  | ۲۲۳٫۲                  | ۲۶۷٫۰                  | ۲۶۰٫۴                  | ۲۶۷٫۰                  | ۲۷۲٫۸                  | ۲۱۳٫۹                  | ۱۴۱٫۰                  | ۷۴٫۴                   | ۴۲٫۰                   | ۳٫۱                    | ۱٬۹۰۸٫۵                |
| [ نیازمند منبع ]                  |                        |                        |                        |                        |                        |                        |                        |                        |                        |                        |                        |                        |                        |